# Chris Andrews
Chris Andrews (Romford, 15 oktober 1942) is een Brits zanger.

## Levensloop en carrière
Andrews maakte zijn eerste tv-optreden in 1959. Hij schreef tussen 1963 en 1965 verschillende liedjes voor Sandie Shaw. Als zanger had hij in 1965 succes met de single Yesterday Man.
Andrews woont een deel van het jaar op Mallorca en een deel van het jaar in het stadje Selm (Noordrijn-Westfalen, Duitsland). Op kasteel Cappenberg bij Selm vond ook zijn bruiloft plaats. In 2007 trouwde hij daar met een Duitse met de voornaam Alexandra. Zij is ook Chris Andrews' manager. In 2016 verwierf Andrews de Duitse nationaliteit, zonder de Britse te verliezen.

## Discografie

### Singles
| Single met hitnotering(en) in de Vlaamse Ultratop 50 | Datum van verschijnen | Datum van binnenkomst | Hoogste positie | Aantal weken | Opmerkingen |
| ---------------------------------------------------- | --------------------- | --------------------- | --------------- | ------------ | ----------- |
| Yesterday Man                                        | 1965                  | 01-11-1965            | 2               | 19           |             |
| To Whom It Concerns                                  | 1965                  | 15-01-1966            | 4               | 13           |             |

| Single met eventuele hitnotering(en) in de Nederlandse Top 40 | Datum van verschijnen | Datum van binnenkomst | Hoogste positie | Aantal weken | Opmerkingen |
| ------------------------------------------------------------- | --------------------- | --------------------- | --------------- | ------------ | ----------- |
| Yesterday Man                                                 | 1965                  | 20-11-1965            | 2               | 12           |             |
| To Whom It Concerns                                           | 1965                  | 25-12-1965            | 3               | 15           |             |
| Pretty Belinda                                                | 1969                  | 07-06-1969            | 8               | 9            |             |

### NPO Radio 2 Top 2000
| Nummers met noteringen in de NPO Radio 2 Top 2000 | '99  | '00 | '01  | '02  | '03  | '04  | '05  |
| ------------------------------------------------- | ---- | --- | ---- | ---- | ---- | ---- | ---- |
| To Whom It Concerns                               | -    | -   | 1529 | 1182 | -    | -    | -    |
| Yesterday Man                                     | 1715 | -   | 1848 | 1870 | 1632 | 1775 | 1948 |

1. ↑  Een '-' betekent dat het nummer niet was genoteerd en een vetgedrukt getal geeft de hoogste notering van een nummer aan.
2. ↑  Deze tabel is bijgewerkt tot en met de laatste editie (2024).

- Biblioteca Nacional de España: XX832373
- Bibliothèque nationale de France: cb138170972 (data)
- Gemeinsame Normdatei: 134315073
- International Standard Name Identifier: 0000 0001 1507 1731
- Library of Congress Control Number: no2007126258
- MusicBrainz: 6606ea78-d757-4070-95d5-feac46c561b4
- Nationale Bibliotheek van Tsjechië: xx0066739
- Nederlandse Thesaurus van Auteursnamen: 095760415
- Virtual International Authority File: 85735787
- WorldCat: E39PBJppytkB9qPJJTjKfXCqQq